# Schnellpaket
Seit dem 1. Juli 1951 gab es Schnellpakete oder Postschnellgüter als eine neue Versendungsart für Paketsendungen, zunächst versuchsweise, im Gebiet der BRD und im Verkehr mit West-Berlin. 

## Geschichte
Auf Verlangen des Absenders wurden gewöhnliche Pakete, unversiegelte Wertpakete, Postgüter und unversiegelte Wertpostgüter nach Orten im Bundesgebiet sowie nach den Westsektoren von Groß-Berlin als Schnellpakete befördert, und zwar gewöhnliche Pakete und unversiegelte Wertpakete als Schnellpakete, Postgüter und unversiegelte Wertpostgüter als Postschnellgüter. Weitere Dienste wie Nachnahme, Rückschein (außer bei Postschnellgütern) sowie Eilzustellung waren zugelassen, sperrige Pakete nur dann, wenn sie lebende Tiere, Bruteier, lebende Pflanzen oder Sträucher enthielten. Es bestand Freimachungszwang (1. Januar 1952 aufgehoben). Der Absender konnte durch Angabe der – blau umrandeten – Fernsprechnummer in der Aufschrift bestimmen, dass der Empfänger vom Eingang am Bestimmungsort gebührenfrei fernmündlich verständigt wird. Die Einlieferung wurde auf Wunsch gebührenfrei bescheinigt. Den Schnellpaketen beizugebende Paket- oder Postgutkarten (seit 1. Januar 1952 zugelassen bis 3 Schnellpakete auf eine Paketkarte und bis 10 Postschnellgüter auf eine Postgutkarte) mussten – ebenso wie die Sendung selbst – den auffallend unterstrichenen Vermerk Schnellpaket oder Postschnellgut tragen. Für diese Sendungen wurde neben der üblichen Gebühr je nach Entfernungszone ein Zuschlag von 40, 50, 60, 70, bzw. 80 Pfg. erhoben. Bis zum Ende der Deutschen Bundespost variierte diese Zuschlaggebühr.

## Weiteres
Zum Fünfzigsten Jubiläum der Einführung von Schnellpaketen gab die Spielzeugfirma Wiking unter der Sonderedition Höhepunkte der Postgeschichte ein Set von Spielzeugautos unter dem Titel 50 Jahre Schnellpaket der Deutschen Bundespost heraus.
1. ↑  Wiking PMS "50 Jahre Schnellpaket der Deutschen Bundespost" Packung/Set • EUR 11,49. Abgerufen am 10. Juni 2019.